# Madi TV
Madi TV, quelques fois Madi TV Africa, est une chaîne de télévision privée internationale de divertissement familiale fondée en 2020 par Madi Pictures, une entreprise de production audiovisuel basée à Goma, dans l’Est de la République démocratique du Congo lancée par Christophe Madihano et ses frères. Elle diffuse en langue swahili en télévision payante sur Canal+ Afrique disponible auprès 252 millions de foyers à travers 34 pays d'Afrique subsaharienne,.

## Historique

### 2020: Lancement de la chaîne
La chaine a été cocrée par Christophe Madihano et son frère jumeau Christian en 2020. Le 30 septembre 2021, Canal+ en République démocratique du Congo lance un plan de service, qui rajoute les chaînes Madi TV et Maboke TV dans sa formule ACESS, Télévision numérique terrestre, Easy TV.
Madi TV émet depuis son siège dans la ville de Goma en province du Nord-Kivu à l'Est de la République démocratique du Congo, à destination de l'Afrique francophone via Canal Africa et du monde entier via Canal+ Overseas.

## Identité visuelle

### Habillage et logo
- Le 30 septembre 2021, le logo de Madi TV est dévoilé.

### Slogans
- Depuis le 30 septembre 2021 : « Burudani milele !».

## Organisation

### Dirigeants
Madi TV est sous la direction de Madi Pictures, qui est une société congolaise de production et de distribution audiovisuelle basée a Goma.
- Président du directoire : Christophe Madihano, depuis 2020[3].
- Président du conseil de surveillance : Christian Madihano, depuis 2020.

### Capital
Madi TV est la propriété du groupe audiovisuel Madi Pictures, détenu et propriété du photographe afrofuturiste et réalisateur congolais Christophe Madihano et son frère jumeau.

### Siège
Le siège de Madi TV est installé dans la ville de Goma en province du Nord-Kivu à l'Est de la République démocratique du Congo.

## Programmes
La chaîne propose de séries télévisées africaines et indiennes doublées en swahili, des films de Bongo movie ou Swahiliwood d'origine tanzanienne, des émissions de divertissement et de téléréalité.

## Diffusion
Madi TV utilise le satellite et le streaming sur internet pour transmettre ses programmes dans le monde. La chaîne est accessible sur le canal 38 des Bouquets Canal+ dans 22 pays d'Afrique (Bénin, Burkina Faso, Burundi, Cameroun, République du Congo, Côte d'Ivoire, Djibouti, Gabon, Ghana, Guinée-Bissau, Guinée Conakry, Guinée Équatoriale, Mali, Mauritanie,Niger, Nigeria, République Centrafricaine, République démocratique du Congo, Rwanda, Sénégal, Tchad, Togo) et partout dans le monde sur des bouquets Overseas de Canal+ International.

### Satellite
Madi TV est diffusée en cryptée sur satellite en Kiswahili dans les bouquets Canal+ Afrique et Canal+ Overseas.

### Langues de diffusion
La chaine est diffusée uniquement en une seule langue. Elle est l'unique chaine en Kiswahili dans les Bouquets Canal+.